# Гандиайе
Гандиайе е град и община в департамент Каолак, централен Сенегал. Намира се по протежение на Национален път 1 на около 24 километра от Каолак. Населението (2002 г.) е около 10 000 души, състоящо се от етнически групи Серер, Волоф, Фулбе, Бамбара и Джола.
Комуната включва селата Тхиомби, Ле Дуа и Ндиебел. Икономиката е предимно селскостопанска.